# Dasineura eugeniae
Dasineura eugeniae är en tvåvingeart som beskrevs av Ephraim Porter Felt 1912. Dasineura eugeniae ingår i släktet Dasineura och familjen gallmyggor. Inga underarter finns listade i Catalogue of Life.